# Carmine (Texas)
Pour les articles homonymes, voir Carmine.
Carmine est une ville située au nord-est du comté de Fayette, au Texas, aux États-Unis,.

## Démographie
Lors du recensement de 2010, la ville comptait une population de 250 habitants. Elle est estimée, en 2016, à 258 habitants.